# Just Be
Just Be – album holenderskiego DJ-a Tiësto wydany 15 maja 2004 roku.

## Lista utworów
1. Forever Today – 11:59
2. Love Comes Again – 8:09
3. Traffic – 5:27
4. Sweet Misery – 7:33
5. Nyana – 6:44
6. Ur – 5:59
7. Walking On Clouds – 7:27
8. A Tear In The Open – 9:22
9. Just Be – 8:44
10. Adagio for Strings – 7:23